# Psychotria levuensis
Psychotria levuensis là một loài thực vật có hoa trong họ Thiến thảo. Loài này được Gillespie miêu tả khoa học đầu tiên năm 1932.